# Orzesznik pięciolistkowy
Orzesznik pięciolistkowy (Carya ovata (Mill.) K.Koch), zwany także przeorzechem pięciolistkowym lub hikorą pięciolistkową – gatunek drzewa należącego do rodziny orzechowatych. Występuje naturalnie w Ameryce Północnej – od prowincji Quebec w Kanadzie po północno-wschodni Meksyk. W Europie jest znany od dawna (1629). W Polsce jest czasami uprawiany w parkach północnej i zachodniej części kraju (np. w Arboretum w Glinnej, Arboretum Karnieszewice, Parku Południowym we Wrocławiu). 
Gatunek ma w polskiej florze status już zadomowionego antropofita.

## Morfologia

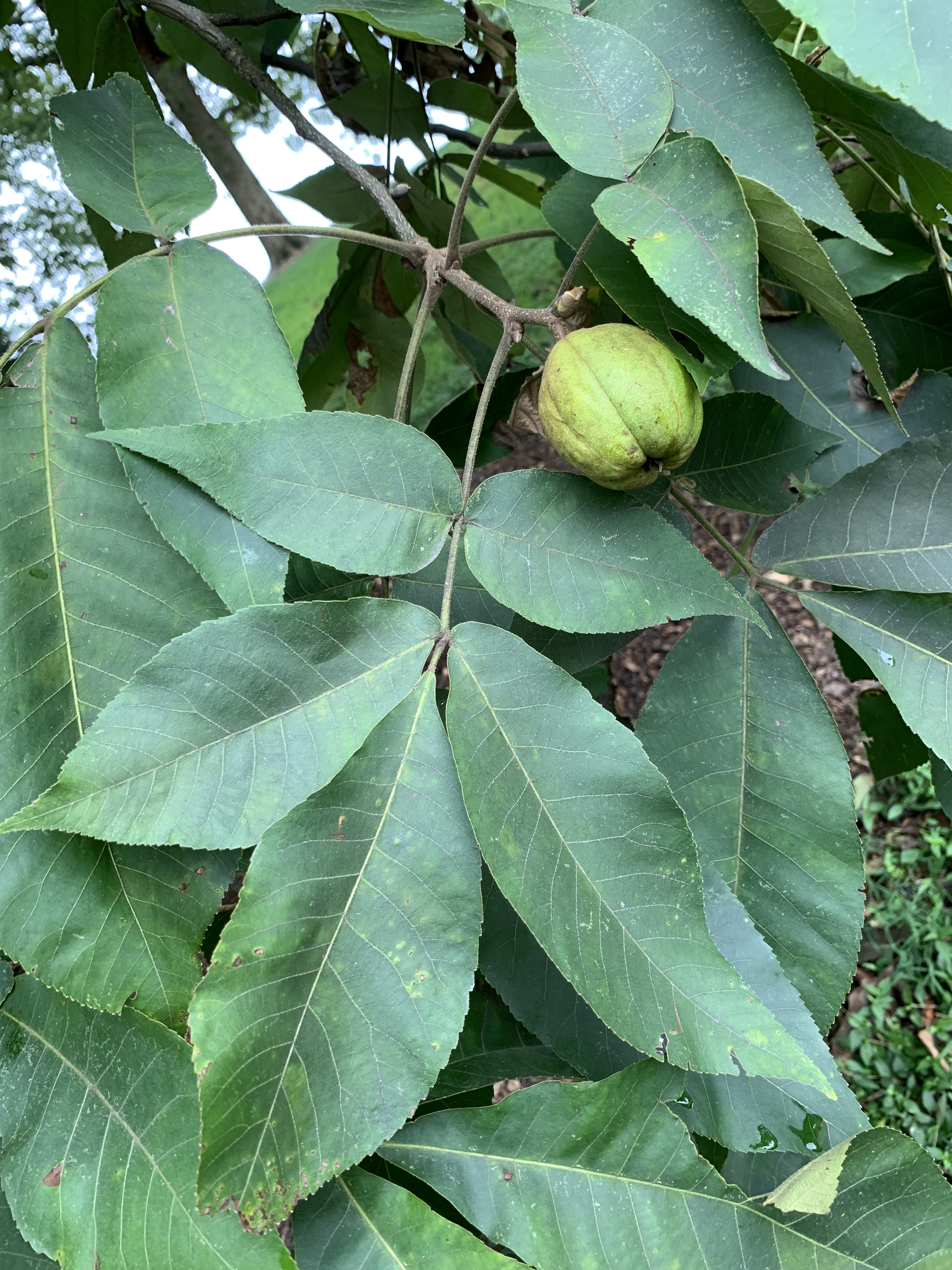
Liście i owoc

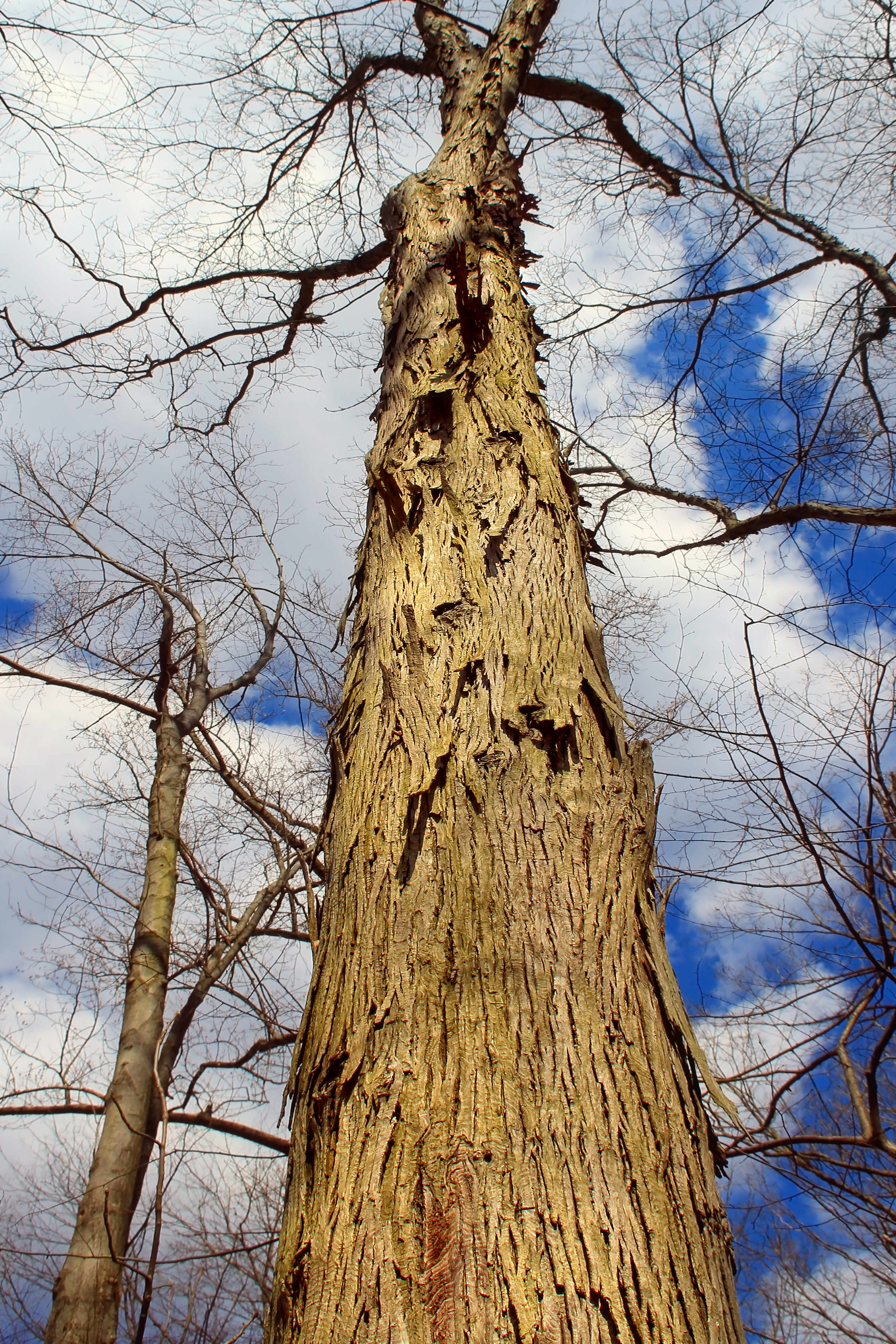
Kora

PokrójDrzewo dorastające w Polsce do 31 m wysokości. Korona jest wąska i wyniosła. Posiada długi pień, z którego wyrastają długie, lekkie i łukowato wygięte gałęzie. Bardzo łamliwy podczas porywistych wiatrów bądź burz.
KoraKora ma barwę jasnoszarą. Łuszcząca się wąskimi pasmami, które odstają od pnia. Przypuszcza się, że ma do służyć odstraszaniu wiewiórek, które żywią się owocami tego gatunku.
PędyPędy są grube, często aksamitne. Przy pąkach zazwyczaj występuje czerwono-brązowy kutner.
PąkiPokryte są czarnymi łuskami. Pąk szczytowy jest gruby. Ma około 15 mm grubości. Ma barwę zielono-brązową bądź matowozłotą. Czasami bywa jedwabiście omszony.
LiścieLiście nieparzystopierzaste składające się z 5 (bardzo rzadko z 7) listków. Szczytowy listek jest największy i może osiągać nawet do 30 cm długości. Listki są eliptyczne lub odwrotnie jajowate, piłkowane. Listki są grube i często tłuste. Ogonek liściowy jest sztywny i jest zwykle owłosiony tylko u nasady. Są prawie nagie, choć rudawe owłosienie może się pojawiać na brzegach liści. Jesienią przebarwiają się na złotożółty kolor.
KwiatyDrobne, rozdzielnopłciowe. Kwiaty męskie zebrane w kotki, kwiaty żeńskie po kilka w kłosy na szczytach pędów.
OwoceKuliste do 6 cm średnicy, w grubej okrywie, pękającej i odpadającej po dojrzeniu. Orzech jest wyraźnie żebrowany i posiada cienką, białą skorupkę. Dość smaczny, jadalny.

## Biologia i ekologia
Rośnie w dolinach rzek, na zboczach, na równinach, na żyznych, dostatecznie wilgotnych glebach. Wchodzi w skład wielogatunkowych lasów liściastych. Jest wytrzymały na mrozy.

## Zmienność
Podgatunki orzesznika pięciolistkowego:
- Carya ovata var. australis, syn. C. australis lub C. carolinae-septentrionalis
- Carya ovata var. ovata

## Zastosowanie
- W Ameryce jest uprawiany w licznych odmianach ze względu na cenne drewno, a także w przeszłości stanowił źródło pożywienia rdzennych Amerykanów, mimo iż owoce nie są tak smaczne jak orzesznik jadalny Carya illinoinensis.
- W Polsce uprawiany czasami w parkach jako roślina ozdobna.